# Różowe diamenty
Różowe diamenty (styl. Różowe Diamenty) – singel Young Leosi, który został wydany 6 marca 2025 za pośrednictwem wytwórni BE Records dystrybucji Universtal Music Polska.
Utwór zadebiutował na 5. miejscu polskiej listy sprzedaży – OLiS.

## Geneza utworu i historia wydania
Utwór został napisany przez Sarę Sudoł, czyli Young Leosię. Natomiast za kompozycję i produkcję odpowiada Deemz. Wokale zostały zrealizowane przez Propza, a za miks i mastering utworu odpowiada Enzu.
Singel ukazał się w formacie digital download oraz w streamingu 7 marca 2025 w Polsce, lecz data wydania wskazuje na dzień wstecz. Za wydanie utworu odpowiada wytwórnia BE Records w dystrybucji Universal Music Polska.

## Twórcy
Opracowano na podstawie materiałów źródłowych.
- Young Leosia – wokal, tekst
- Deemz, właśc. Nadim Akkash – produkcja, kompozycja
- Enzu – miks, mastering
- Propz – realizacja wokali

## Lista utworów
- Digital download[2]

1. „Różowe Diamenty” – 2:33

## Teledysk
Do utworu powstał teledysk, który został wyreżyserowany przez Dominika Cebulę z firmy Mother.video oraz który udostępniono 7 marca 2025 za pośrednictwem serwisu YouTube. W klipie pojawiło się wiele osobowości internetowych, m.in. Hi Hania i Faustyna Fugińska z projektu „Genzie”, Aga Nowakowska z zespołu „Modelki”, a także Deemz, Bambi, Zuziula.

## Notowania

### Najwyższa pozycja na liście tygodniowej
| Kraj   | Lista                    | Pozycja |
| ------ | ------------------------ | ------- |
| Polska | OLiS – single w streamie | 5       |